# Anisonema ovale
Anisonema ovale is een soort in de taxonomische indeling van de Euglenozoa. Deze micro-organismen zijn eencellig en meestal rond de 15-40 mm groot. Het organisme komt uit het geslacht Anisonema en behoort tot de familie Peranemaceae. Anisonema ovale werd in 1893 ontdekt door G. A. Klebs.